# Estación espacial

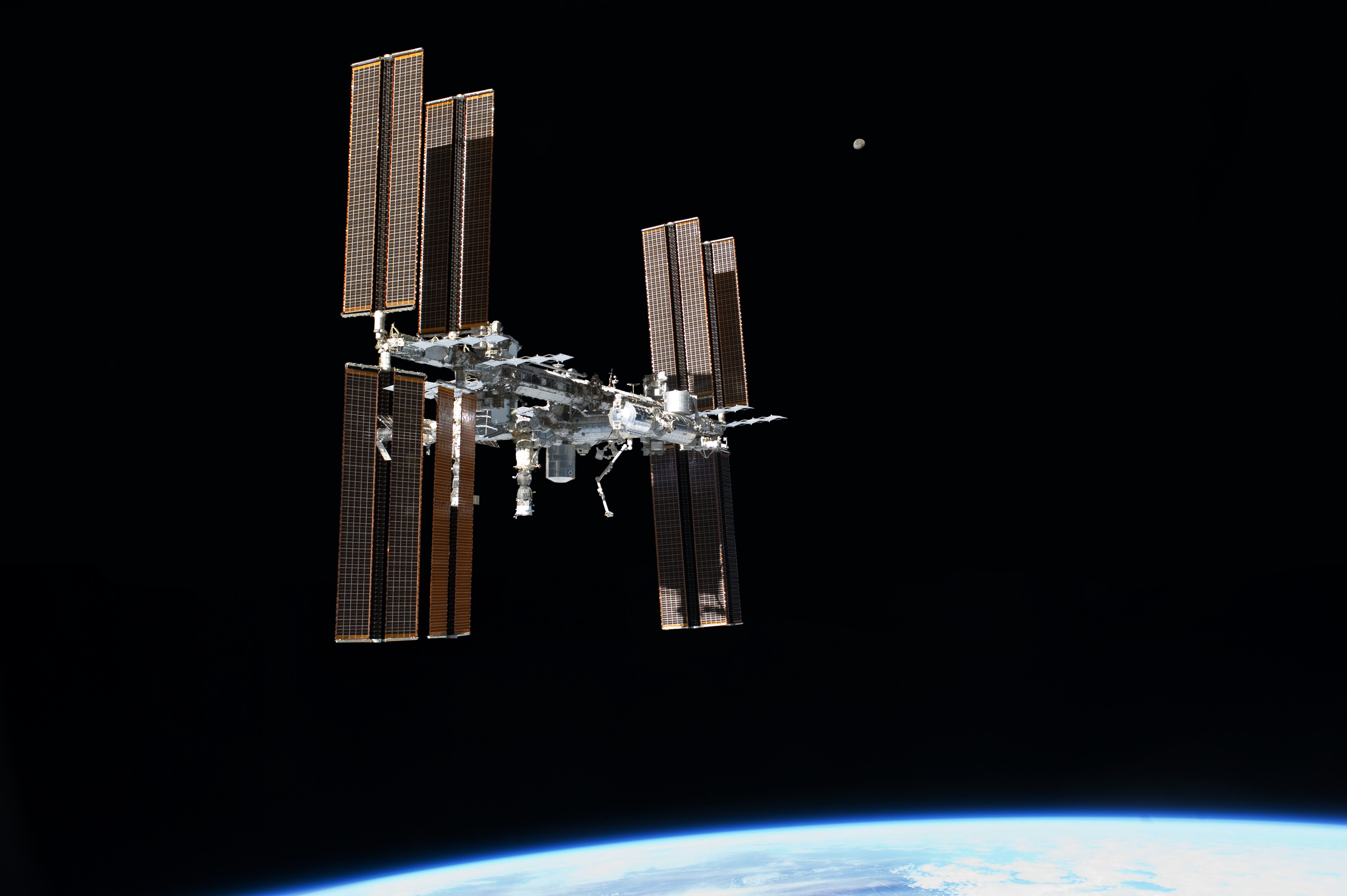
Estación Espacial Internacional, en 2011. Es el objeto más grande jamás ensamblado en la órbita terrestre.

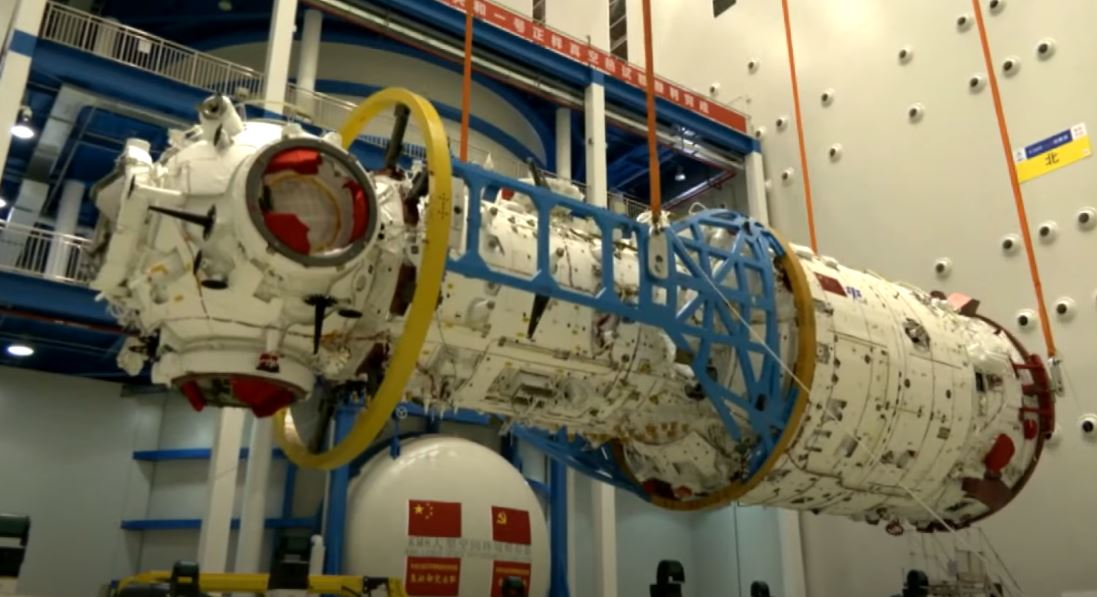
Módulo Tianhe de la estación espacial Tiangong.

Una estación espacial es una construcción artificial diseñada para hacer actividades en el espacio exterior, con diversos fines. Se distingue de otra nave espacial tripulada por su carencia de un sistema de propulsión principal (en lugar de eso, otros vehículos son utilizados como transporte desde y hacia la estación), y de medios de aterrizaje. Por su diseño, las estaciones espaciales están destinadas a orbitar la Tierra (en órbita terrestre baja), o el cuerpo celeste donde hayan sido puestas en órbita. En enero de 2022 solo hay dos estaciones espaciales operativas en órbita: la Estación Espacial Internacional, que está permanentemente tripulada y la estación espacial Tiangong, de la CNSA. Las dos últimas anteriores fueron Tiangong-1 (reentrada en 2016) y Tiangong-2 lanzado el 15 de septiembre de 2016 (reentrada en 2019). Las estaciones anteriores incluyen la serie Almaz y Salyut, Skylab, y más recientemente Mir.
Las estaciones espaciales de hoy en día son plataformas de investigación, utilizadas para estudiar los efectos a largo plazo del vuelo espacial sobre el cuerpo humano. Asimismo, sirven como plataforma para albergar laboratorios donde se realizan numerosos y prolongados estudios científicos sobre aspectos que pueden ser útiles en otros vehículos espaciales. Permitiendo una mayor duración que la permitida en otros tipos de vehículos espaciales. Cada miembro de la tripulación se queda a bordo de la estación durante semanas o meses, rara vez más de un año. Desde el incidente del vuelo del Soyuz 11 al Salyut 1, todos los récords de vuelo espacial tripulado han sido establecidos a bordo de estaciones espaciales. El récord de duración para un solo vuelo espacial es de 437,7 días, establecido por Valeri Poliakov a bordo de Mir de 1994 a 1995. Hasta el presente, cuatro cosmonautas han completado misiones individuales de alrededor de un año, todas a bordo de Mir.
Las estaciones espaciales también se han utilizado para fines militares y civiles. La última estación espacial de uso militar fue Salyut 5, que fue utilizado por el programa Almaz de la Unión Soviética en 1976 y 1977.

## Historia
Las estaciones espaciales  han sido previstas desde al menos 1869, cuando el estadounidense Edward Everett Hale escribió "The Brick Luna" (La luna ladrillo) en la cual imaginaba una base espacial esférica construida con ladrillos.  El primero en hacer una seria consideración a las estaciones espaciales fue el ruso Konstantin Tsiolkovsky y ya en el siglo XX, aproximadamente dos décadas más tarde el alemán Hermann Oberth. En 1929 el esloveno Herman Potočnik  fue el primero en imaginar una estación espacial con forma de  "rueda giratoria" para, por la fuerza centrífuga crear gravedad artificial.
Durante la Segunda Guerra Mundial, los científicos alemanes investigaron el concepto teórico de un arma orbital basado en una estación espacial. Siguiendo la idea de Oberth de un arma basada en el espacio, la llamada "arma sol" era un concepto de una estación espacial en órbita alrededor de la Tierra a una altitud de 8200 kilómetros, con un arma que iba a utilizar la energía del sol.
En 1951, ya instalado en Estados Unidos Wernher von Braun publicó su diseño para una estación espacial rueda giratoria, haciendo referencia a la idea de Potočnik. Sin embargo, estos conceptos nunca dejaron la etapa de concepto durante el siglo XX.
Durante el mismo tiempo que von Braun seguía las ideas de Potočnik, las agencias de diseño soviético - principalmente la de Vladimir Chelomey proseguían las ideas de Tsiolkovsky como el proyecto OKB-52. El trabajo para concretar la OKB-52 llevaría conjuntamente al programa Almaz y a la primera estación espacial: la Salyut 1. El hardware desarrollado por los soviéticos sentó las bases para las estaciones espaciales Salyut y Mir, y es aún hoy una parte considerable de la estación espacial EEI.
En la década de 1960 se pusieron en marcha diversos proyectos de investigación de cara a lanzar una estación espacial, como el proyecto del Manned Orbital Laboratory estadounidense. Sin embargo la primera estación no llegaría hasta 1971, con la soviética Saliut 1. Dentro del programa Saliut, lanzado entre 1971 y 1982, se incluyeron cinco estaciones espaciales civiles del tipo DOS y cuatro militares del tipo Almaz. De este segundo tipo, la primera estación operativa fue la OPS-2 (llamada también Salyut 3), lanzada en 1974. La primera estación estadounidense fue la Skylab, derivada del programa Apolo y lanzada en 1973. Desde el vuelo de la misión Apolo-SL 4 en la estación Skylab, que permaneció en el espacio 84 días, todos los récords de permanencia en naves tripuladas han sido logrados a bordo de estaciones espaciales soviéticas.
La Saliut 6 marcó un nuevo récord de permanencia en 1980, con la misión de la Soyuz 35, que permaneció 185 días en el espacio y la Saliut 7 en 1984, con una misión de 237 días de duración. La estación espacial soviética Mir, cuya construcción empezó en 1986, permitió continuar con la realización de misiones de larga duración, consiguiendo el cosmonauta Valeri Poliakov el récord de permanencia en el espacio en un solo viaje, pasando 437 días y 18 horas en la estación entre 1994 y 1995.
En 2010 la Estación Espacial Internacional (proyecto internacional cuya construcción comenzó en 1998) efectuó el relevo de la Mir, como el vehículo espacial que había estado durante más tiempo (3644 días) ininterrumpidamente tripulado por seres humanos. Antiguas y actuales estaciones espaciales:
- Estaciones Saliut: Saliut 1, Saliut 2, Saliut 3, Saliut 4, Saliut 5, Saliut 6, Saliut 7
- Skylab
- Mir
- Estación Espacial Internacional (ISS —sigla del nombre en inglés—)
- Tiangong 1

Además, Bigelow Aerospace desarrolla comercialmente módulos de hábitat inflables, con la intención de ser usados para la construcción de estaciones espaciales.
Se han propuesto algunos diseños de estación espacial que se pretende sean habitadas a largo plazo espaciales para gran número de personas, en esencia "ciudades en el espacio" donde la gente tendría sus hogares. Hasta ahora esos diseños son solo hipotéticos, y nunca fueron seriamente considerados para emplearlos realmente.

## Habitabilidad

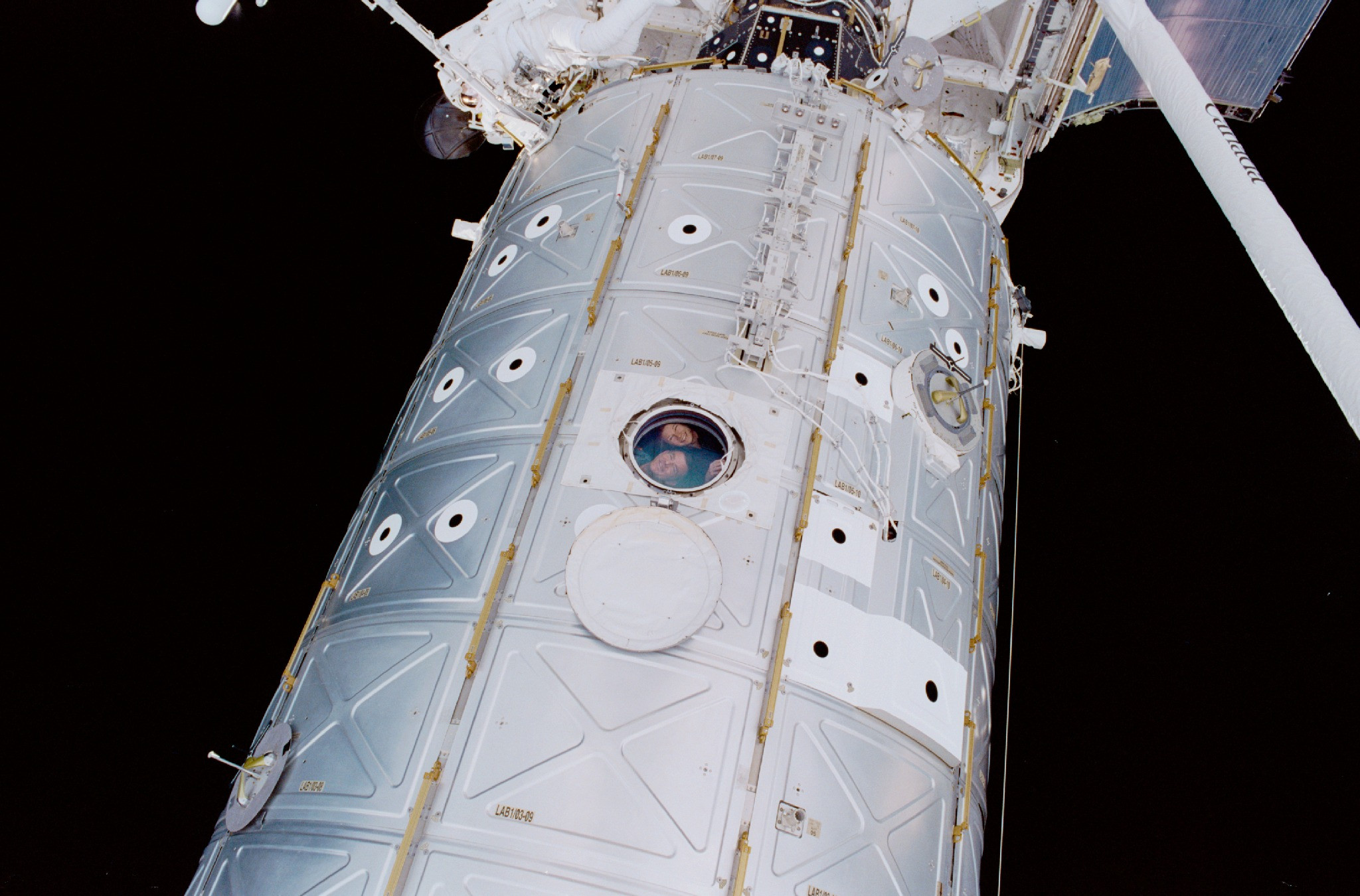
Los astronautas se asoman del Laboratorio Destiny, 2001.

Estas estaciones tienen varios problemas que limitan su habitabilidad a largo plazo, tales como tasas de reciclaje muy bajas, niveles de radiación relativamente altos y la pérdida de peso. Algunos de estos problemas causan malestar y efectos a largo plazo en la salud. En el caso de las llamaradas solares, todos los habitantes actuales están protegidos por el campo magnético de la Tierra, y están por debajo de los Cinturones de Van Allen.
En un futuro, los hábitats espaciales pueden intentar abordar estos problemas y a su vez se podrían destinar a la ocupación a largo plazo. Algunos diseños incluso podrían acomodar a un gran número de habitantes, esencialmente "ciudades en el espacio", donde la gente haría su residencia. Todavía no se ha construido un diseño de este tipo, ya que incluso para una pequeña estación, los actuales costos del lanzamiento (2016) no son económicamente ni políticamente viables.
Para poder lidiar con estos costos, una posible solución podría ser construir un gran número de cohetes (economías de escala), emplear cohetes reutilizables, utilización de recursos in situ, o métodos de lanzamiento espacial no-cohete tales como ascensores espaciales. Por ejemplo, en 1975 la NASA publicó uno de sus estudios históricos más ambiciosos, en el explicaban una estación espacial conceptual de 10 000 habitantes. Se proponía buscar la habitabilidad a largo plazo mediante la gravedad artificial y suficiente masa en el espacio para permitir un alto blindaje de radiación. Esta se visionó como una futura base de conductores de masa lanzando 600 veces su propia masa en material lunar acumulándolo durante años.

## Arquitectura
Una estación espacial es un sistema complejo con muchos subsistemas interrelacionados en mayor o menor medida. Por esta razón, los subsistemas son diseñados tomando en cuenta su compatibilidad y acoplamiento con cada uno de los otros. Además, todos los subsistemas deben ser seguros y funcionar adecuadamente.
Los subsistemas principales de una estación espacial son:
1. Estructura.
2. Energía eléctrica.
3. Control térmico.
4. Determinación de la altitud y control.
5. Navegación orbital y propulsión.
6. Automatización y robótica.
7. Instalaciones de la tripulación.
8. Transporte de tripulación y de cargas.

## Microbiología ambiental
Los mohos que se desarrollan a bordo de las estaciones espaciales pueden producir ácidos que degradan el metal, el vidrio y el caucho.

## Lista de estaciones espaciales ocupadas, con estadísticas
| Estación espacial               | Imagen                 | Lanzada                               | Reentrada                        | Días en uso                                 | Días en uso                                                                               | Total tripulación y visitantes | Visitas  | Visitas    | Masa (kg)  |
| Estación espacial               | Imagen                 | Lanzada                               | Reentrada                        | En órbita                                   | Ocupada                                                                                   | Total tripulación y visitantes | Pilotada | Sin piloto | Masa (kg)  |
| ------------------------------- | ---------------------- | ------------------------------------- | -------------------------------- | ------------------------------------------- | ----------------------------------------------------------------------------------------- | ------------------------------ | -------- | ---------- | ---------- |
| Saliut 1                        | RP1357 p64 Salyut 1    | 19 de abril de 1971 01:40:00 UTC      | 11 de octubre de 1971            | 175                                         | 24                                                                                        | 3                              | 2        | 0          | 18.425     |
| Skylab                          |                        | 14 de mayo de 1973 17:30:00 UTC       | 11 de julio de 1979 16:37:00 UTC | 2.249                                       | 171                                                                                       | 9                              | 3        | 0          | 77.088     |
| Saliut 2                        |                        | 17 de mayo de 1973                    | 11 de enero de 1974              | 124                                         | 432                                                                                       | 7                              | 1        | 0          | 18.500     |
| Saliut 3                        |                        | 25 de junio de 1974 22:38:00 UTC      | 24 de enero de 1975              | 213                                         | 15                                                                                        | 2                              | 1        | 0          | 18.500     |
| Saliut 4                        |                        | 26 de diciembre de 1974 04:15:00 UTC  | 3 de febrero de 1977             | 770                                         | 92                                                                                        | 4                              | 2        | 1          | 18.500     |
| Saliut 5                        |                        | 22 de junio de 1976 18:04:00 UTC      | 8 de agosto de 1977              | 412                                         | 67                                                                                        | 4                              | 2        | 0          | 19.000     |
| Saliut 6                        | Salyut 6 drawing       | 29 de septiembre de 1977 06:50:00 UTC | 29 de julio de 1982              | 1.764                                       | 683                                                                                       | 33                             | 16       | 14         | 19.000     |
| Saliut 7                        | Salyut 7 y Cosmos 1686 | 19 de abril de 1982 19:45:00 UTC      | 7 de febrero de 1991             | 3.216                                       | 816                                                                                       | 26                             | 12       | 15         | 19.000     |
| Mir                             |                        | 19 de febrero de 1986 21:28:23 UTC    | 23 de marzo de 2001 05:50:00 UTC | 5.511                                       | 4.594                                                                                     | 137                            | 39       | 68         | 124.340    |
| Estación Espacial Internacional |                        | 20 de noviembre de 1998               | Actualmente en órbita            | 9745 días, 7 horas y 32 minutos (En curso)  | 9034 días, 6 horas y 20 minutos (Ocupada permanentemente desde el 31 de octubre del 2000) | 245                            | 47       | 37         | 419 725 kg |
| Tiangong 1                      |                        | 29 de septiembre de 2011              | 2 de abril de 2018 00:16 UTC     | 2377                                        | 25                                                                                        | 6                              | 2        | 1          | 8.506      |
| Tiangong-2                      |                        | 15 de septiembre de 2016              | 19 de julio de 2019              | 1037                                        | 32                                                                                        | 2                              | 1        | 1          | 8.500      |
| Estación espacial Tiangong      |                        | 29 de abril de 2021                   | Actualmente en órbita            | 1549 días, 10 horas y 50 minutos (En curso) | 138 días (en curso) (todavía no está ocupada de forma permanente)                         | 6                              | 2        | 2          | 22.000     |

La suma de tripulación y visitantes no se puede diferenciar.
- Datos de la Estación Espacial Internacional al 21 de noviembre de 2021

## Parte de un ascensor espacial
Una estación espacial puede ser el contrapeso de un ascensor espacial, o bien situarse en un punto del cable, como a 35786 km para tener condiciones de microgravedad. En este último caso, otra estación (o un asteroide, o cualquier elemento con masa suficiente) será necesaria como contrapeso.

## Proyectos Cancelados
- Fuerzas Aéreas de los Estados Unidos Manned Orbiting Laboratory (MOL) proyecto, el cual estaba destinado a emplear elementos de la existente nave Gemini. Fue cancelado en 1969 aproximadamente un año antes del primer test de vuelo planeado; Esto era inusual al ser un proyecto explícitamente militar, al contrario que el programa soviético Almaz, que estaba fuertemente entrelazado con, y ocultado por, el programa contemporáneo de Salyut.
- Se fabricó una segunda unidad Skylab, bautizada como "Skylab B", esta sería una estación espacial de reserva. Debido a los altos costos del aprovisionamiento de vehículos de lanzamiento y el deseo de la NASA de cesar las operaciones del cohete Saturno y del programa Apolo a tiempo para prepararse para el transbordador espacial que estaba a punto de entrar en servicio, nunca fue volado. El casco ahora se puede ver en el museo nacional del aire y del espacio, en Washington D. C.
- Un número adicional de Saliuts se fabricaron, como copias de seguridad o como objetos de vuelo. Estos fueron cancelados más tarde.
- El programa de la Estación Espacial "Freedom" de los EE. UU., que a pesar de estar en desarrollo durante diez años, nunca fue lanzado. Este programa espacial evolucionó hacia la Estación Espacial Internacional.
- La estación Soviética/Rusa Mir-2, la cual nunca fue construida, tuvo algunos de sus elementos incorporados a la Estación Espacial Internacional.
- La "Industrial Space Facility" fue una estación espacial propuesta en la década de 1980 que debía ser financiada con fondos privados. El proyecto fue cancelado cuando la empresa creada para construirlo, Space Industries Incorporated, no pudo obtener financiación del gobierno de los Estados Unidos.[8]
- El proyecto europeo Columbus planeaba crear una pequeña estación espacial atendida por el transbordador Hermes. Se desarrolló en el módulo ISS Columbus.

## Desarrollos futuros
- En abril de 2008, la Agencia Espacial Rusa propuso la construcción de un astillero de construcción orbital (OPSEK) para naves espaciales demasiado pesadas para lanzarse directamente desde la Tierra. No comenzaría la construcción ni terminaría hasta después del desmantelamiento de la Estación Espacial Internacional.[9] Este plan fue descrito a los socios de la EEI por Anatoly Perminov el 17 de junio de 2009.[10]

- Excalibur Almaz, una compañía internacional con sede en la Isla de Man (islas británicas) y encabezada por Arthur Dula, está desarrollando un sistema integrado por un vehículo espacial reutilizable y una estación espacial basada en la tecnología de las estaciones militares soviéticas "Almaz".[11] En este esfuerzo, Excalibur-Almaz está trabajando cooperativamente con una corporación rusa con una gran tradición en la tecnología aeroespacial, la asociación militar-industrial "Mashinostroyenia".[12]

- A partir de 2015, la NASA comenzó a desarrollar hábitats espaciales subterráneos (DSH) en el marco de las nuevas tecnologías espaciales para asociaciones de exploración (NextSTEP) para más allá de la órbita terrestre (BEO) y vehículos de transferencia.[13]

## Ficción
- Una gran parte de la literatura, series de televisión y películas de ciencia ficción se desarrollan en estaciones espaciales. Un ejemplo notable es Babylon 5, una serie que se desarrolla en una estación espacial en los años 2258-2262. En las series de Star Trek aparecen varios tipos de estaciones. La estación Deep Space Station K-7 era motivo de una disputa planetaria. La estación Earth Station McKinley operó como hangar de reparaciones. De forma similar, Deep Space Nine es una estación pre-eminente en la historia de Star Trek.

- La novela (y posterior película) 2001: Una odisea del espacio tiene la Space Station 5 construida como un doble anillo casi completo de 1836 pies de diámetro, revolucionando para generar una gravedad de un sexto. Esta imagen es un icono de las estaciones espaciales en la cultura popular.

- En la película Moonraker de James Bond una estación espacial sirve como guarida a Hugo Drax y como base para atacar a la tierra usando gas nervioso.

- En la famosa saga Star Wars aparecen en casi la totalidad de sus películas, cómics y otras, estaciones espaciales, como la Estrella de la Muerte, los Astilleros Kuat y otras plataformas orbitales.

- En los cómics, es conocida el satélite de la Liga de la Justicia, la estación espacial conocida como La Atalaya en los cómics de la editorial de DC Comics, mientras que el Asteroide M, se convirtió en la base de operaciones de la Brotherhood of Mutants de Marvel Comics.
- EE. UU. y Rusia han firmado una declaración de cooperación para asentarse en la Luna, con la colaboración de Europa, Canadá y Japón.[14]